# اودون زومبوری
اودون زومبوری (انگلیسی: Ödön Zombori; ۲۲ سپتامبر ۱۹۰۶ – ۲۹ نوامبر ۱۹۸۹) کشتی‌گیر اهل مجارستان بود.